# Prasinocyma geminipuncta
Prasinocyma geminipuncta är en fjärilsart som beskrevs av W. Warren 1906. Prasinocyma geminipuncta ingår i släktet Prasinocyma och familjen mätare. Inga underarter finns listade i Catalogue of Life.